# Alexandre Paiva
Alexandre "Gigi" Paiva Genovesi (Rio de Janeiro, 4 de março de 1967) é uma figura proeminente na comunidade do jiu-jítsu brasileiro, envolvido com o esporte desde o início da década de 1980, tendo feito diversas contribuições significativas para a modalidade, mencionadas abaixo.
Iniciou seus treinos aos 15 anos na escola de Romero Cavalcanti (Jacaré), onde foi considerado um dos alunos mais tecnicamente talentosos da academia, e recebeu a faixa preta em 1991.
Além de ser um atleta competitivo de destaque, conquistando o Campeonato Mundial de Jiu-Jitsu uma vez na categoria adulto e 4 vezes na categoria master, ele também, ao lado de Romero "Jacaré" Cavalcanti e Fábio Gurgel, foi cofundador da equipe Alliance Jiu Jitsu, que se tornou a equipe de jiu-jitsu brasileiro mais bem-sucedida de todos os tempos. 
Entre os atletas que treinou e que estão na lista de campeões mundiais da IBJJF, destacam-se Fernando Tererê, Leo Leite, seu filho Victor Genovesi  e Tayane Porfírio.
Atualmente, é treinador principal na academia Alliance Jiu Jitsu Eagle, localizada em Eagle, Idaho, nos Estados Unidos.

## Linhagem de instrutores
Mitsuyo "Conde Koma" Maeda → Carlos Gracie Sr. → Hélio Gracie → Rolls Gracie → Romero Cavalcanti → Alexandre "Gigi" Paiva